# Cinque Bani
Le cinque Bani sono le cinque preghiere che ogni sikh battezzato è tenuto a recitare ogni mattina. Queste preghiere sono state scritte dai guru del sikhismo: una da Guru Nanak Dev, una da Guru Amar Das e tre da Guru Gobind Singh. 
Elenco delle preghiere in ordine:
1. Japji Sahib (Guru Nanak Dev)
2. Jaap Sahib (Guru Gobind Singh)
3. Tav Prasad Sawaye (Guru Gobind Singh)
4. Chaupai Sahib (Guru Gobind Singh)
5. Anand Sahib (Guru Amar Das)

Oltre alle cinque preghiere mattutine esistono altre due preghiere da recitare una la sera e l'altra prima di andare a dormire: 
- Rehras Sahib (Guru Nanak Dev, Guru Amar Das, Guru Ram Das, Guru Arjan Dev e Guru Gobind Singh)
- Kirtan Sohila (Guru Nanak dev, Guru Ramdas, Guru Arjun Dev)

Le preghiere di Guru Nanak, Guru Amar Das, Guru Ram Das e Guru Arjan Dev sono presenti nel Guru Granth Sahib.